# جي. بي. وارد
جي. بي. وارد (بالإنجليزية: G. B. Ward)‏ هو مدير فني أمريكي، ولد في 6 نوفمبر 1878 في بريستول في الولايات المتحدة، وتوفي في 22 يناير 1942 في هارتفورد في الولايات المتحدة.